# 古亭地府陰公廟
古亭地府陰公廟，是位於臺灣臺北市中正區古亭地區、羅斯福路人行道的陰廟。

## 建物沿革

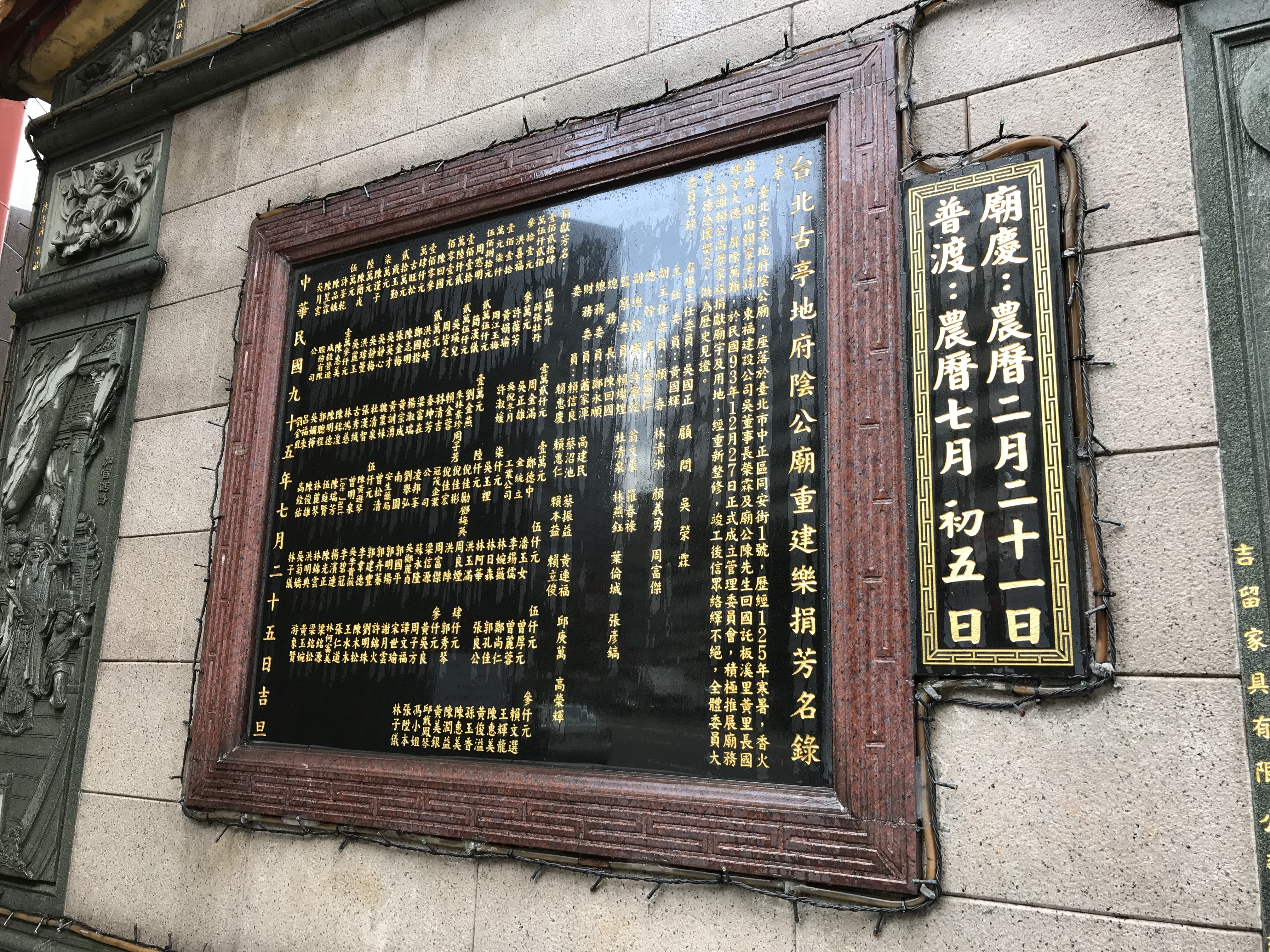
上寫地址為同安街1號，廟慶為農曆二月廿一、普渡為七月初五。

國立臺灣師範大學地理學系教授林聖欽認為此陰廟應始於清末。建在古亭聚落外圍，因村民相信較兇猛的陰神可阻擋村外的妖魔鬼怪。早期坐落於農田間，土地屬當地賴姓家族所有。廟內有塊1921年的匾額，上面落款「大正拾年，古亭村」。高玉樹任市長後，採棋盤式道路劃分法，廟前才陸續有羅斯福路與和平東路2條大馬路，導致廟身在街頭突出一大角。附近居民表示，廟旁房子改建時，曾將廟拆掉，但過不久就覺不太平安，遂又將廟蓋回來。
2000年，養工處因有地方人士申請將羅斯福路二段35巷拓寬成6公尺，計畫在9月30日拆除該廟，引起居民抗議、立委李慶安辦公室派人關切。錦華里第十鄰長蔡火枝講，一位百歲的老婆婆見到養工處來貼拆除告示，當場跪在地上哭泣。一名七旬的張姓居民則表明雖自己雖為基督徒，也不希望這座廟被拆，因為這是當地地標。同月27日，養工處同意緩拆。
當地的板溪里里長黃國輝任內，以廟宇主委身分翻修此廟。廟身位在捷運古亭站出口與高樓大廈間、羅斯福路人行道上，佔地不到7坪。2006年廟身改建時，遭民眾檢舉這位在羅斯福路二段和同安街口的廟宇影響路人通行權益至鉅、影響市容觀瞻。

## 宗教活動
主祀陰公為女性。農曆十月廿三日會舉行大拜拜，居民會請人演十幾天布袋戲慶祝。地方耆老說此神很靈驗，因此早期酬神戲至少可演半年，在大家樂賭風盛行時廟前踴躍，曾有人一把捐新台幣10萬做香油錢。
居民周郁萍回憶此廟過去與附近的長慶廟常有酬神戲。她說除祖父母平常去求平安外，父親會到古亭市場買紅龜粿店求神，事後成再加倍答謝。她母親小時候常幫廟方宮折籤詩，而籤詩多為下下籤，但很靈驗。
鄰長陳回國說過去捷運及附近大樓開挖時，吊車等工程機具突然故障，直到信奉基督教的監工拈香祭拜此廟後，才讓工程逐漸順利進行。

## 作家印象
過去住在廈門街113巷的余光中，在散文〈思台北，念台北〉寫通往羅斯福路的同安街是他從臺灣師範大學回家時的必經道路，以為這座近羅斯福路出口處的廟是座小土地祠，認為裝飾簡陋可笑也無損其香火不絕。
居民施寄青讀古亭國小時就知道這廟，但直到他兒子收到廟方的農民曆時才知道歷史有百年。她還為該農民曆一篇名為「毫無主見唯鬼神是賴」的文章寫了一段文。